# Habenaria hydrophila
Habenaria hydrophila är en orkidéart som beskrevs av João Barbosa Rodrigues. Habenaria hydrophila ingår i släktet Habenaria och familjen orkidéer. Inga underarter finns listade i Catalogue of Life.

## Bildgalleri

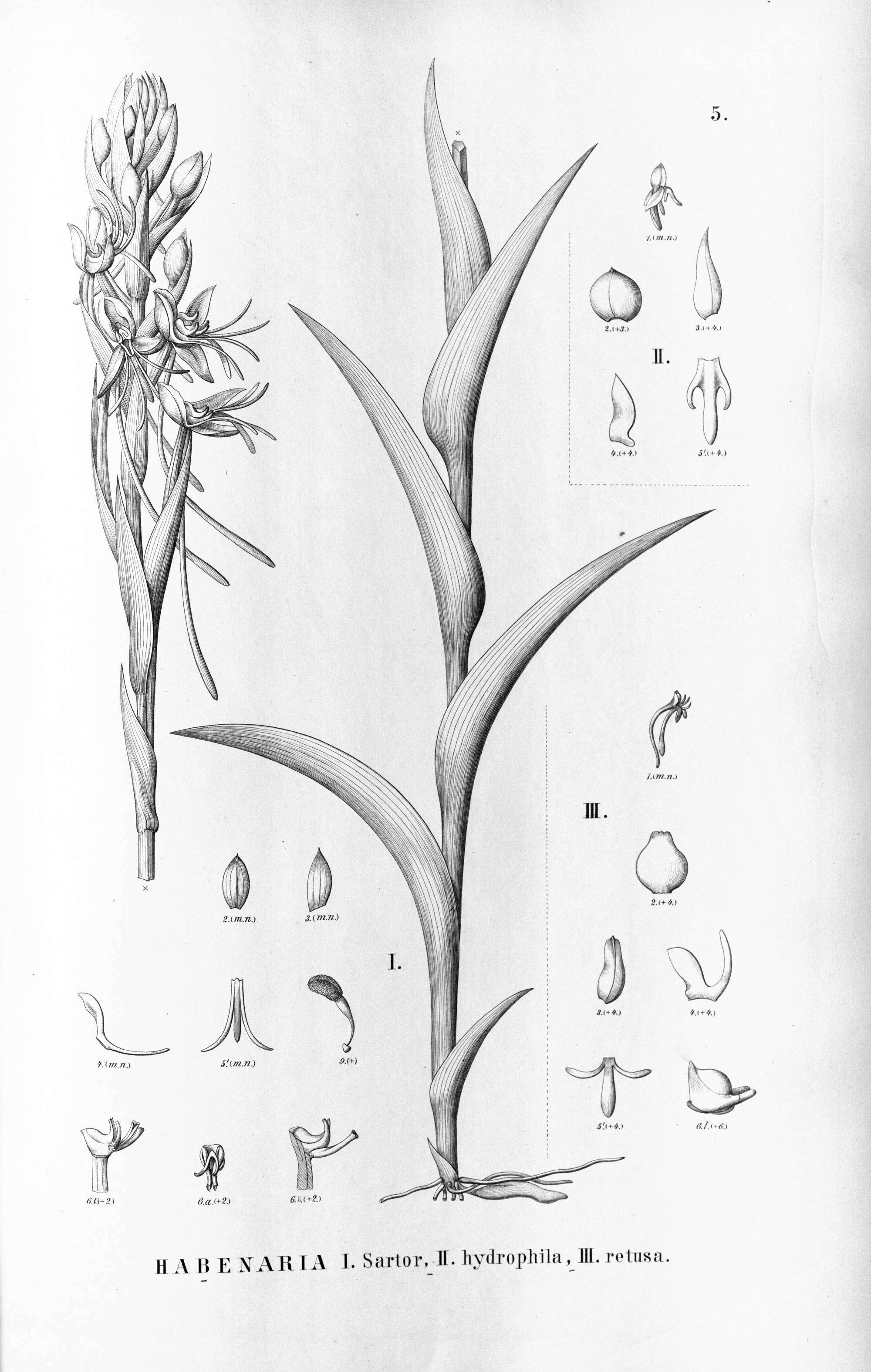